# World TeamTennis 2015
World TeamTennis 2015 — летняя профессиональная командная теннисная лига, игры которой проходят в США в июле-августе 2015 года. Представляла собой сороковой сезон профессионального турнира World TeamTennis, окончилась пятой победой подряд (и шестой в общей сложности) команды «Вашингтон Каслс», таким образом установившей новый рекорд лиги по количеству выигранных подряд титулов.

## Команды-участницы
В играх лиги принимают участие семь команд, разбитых на две конференции по географическому признаку. Команды представляют пять штатов США (две от Калифорнии) и округ Колумбия. По сравнению с предыдущим сезоном в составе лиги произошло одно изменение: владелец команды «Тексас Уайлд» перенёс франшизу под новым названием «Калифорния Дрим» в пригород Сакраменто Ситрус-Хайтс. Таким образом, после годичного перерыва, связанного с расформированием именитой команды «Сакраменто Кэпиталз», в этом городе снова появился клуб WTT.
| Восточная конференция | Восточная конференция   | Восточная конференция | Западная конференция | Западная конференция     | Западная конференция                                                                                  |
| Команда               | Город                   | Состав | Команда              | Город                    | Состав                                                                                                |
| --------------------- | ----------------------- | --- | -------------------- | ------------------------ | --- |
| Бостон Лобстерс       | Манчестер, Массачусетс  | Скотт Липски Аранча Парра Сантонха Ирина Фалькони Джейсон Джанг Алекс Кузнецов Мария Санчес Тим Смычек Кристиан Харрисон | Калифорния Дрим      | Ситрус-Хайтс, Калифорния | Боб Брайан Майк Брайан Ярмила Гайдошова Анабель Медина Гарригес Теннис Сандгрен Нил Скупски           |
| Вашингтон Каслс       | Вашингтон               | Сэм Куэрри Леандер Паес Анастасия Родионова Винус Уильямс Мартина Хингис Мэдисон Бренгл Денис Кудла Раджив Рам           | Остин Эйсез          | Остин, Техас             | Теймураз Габашвили Николь Гиббс Джармир Дженкинс Алла Кудрявцева Элина Свитолина                      |
| Филадельфия Фридомз   | Вилланова, Пенсильвания | Робби Джинепри Марсело Мело Тейлор Таунсенд Коко Вандевеге Эйжа Мухаммад Абигейл Спирс                                   | Сан-Диего Авиэйторс  | Карлсбад, Калифорния     | Мэдисон Киз Равен Класен Шанель Схеперс Тейлор Фриц Дарья Юрак Джеймс Блейк Дэниел Нгуен              |
|                       |                         | | Спрингфилд Лейзерс   | Спрингфилд, Миссури      | Андре Бегеман Анна-Лена Грёнефельд Джон Изнер Алисон Риск Майкл Расселл Сачия Викери Варвара Лепченко |

1. 1 2 3 4 5 6 7 8 9 10 11 12 13 14 15 16  Запасной игрок
2. ↑  Включена в состав вместо травмированной Серены Уильямс

## Турнирная таблица
Команды внутри каждой конференции играли в основном между собой, отдельные игры проводя с командами из другой конференции. Каждая команда провела в рамках группового турнира по 14 игр (семь дома и семь на выезде) по 5 сетов — в мужском одиночном, женском одиночном, мужском парном, женском парном и смешанном парном разряде. По две лучших команды в каждой конференции разыграли финалы конференций, победители которых встретились в финале лиги. Круговой этап турнира проходил с 12 по 29 июля. Финальные матчи конференций прошли 30 июля 2014 года на домашних кортах победителей конференций, а финал — 2 августа на домашнем корте команды-победительницы Восточной конференции.

### Групповой этап
| Легенда            |
| ------------------ |
| Победа дома        |
| Поражение дома     |
| Победа в гостях    |
| Поражение в гостях |

#### Восточная конференция
| Команда             | ВК                      | ФФ                      | БЛ                      | ОЭ                | КД          | СДА         | СЛ                | В  | П | %    |
| ------------------- | ----------------------- | ----------------------- | ----------------------- | ----------------- | ----------- | ----------- | ----------------- | -- | - | ---- |
| Вашингтон Каслс     |                         | 21-20 23-6 16-18        | 20-17 25-13 25-14 22-14 | 17-22 22-14 16-19 | 19-17       | 18-22       | 21-16 24-16       | 10 | 4 | 71,4 |
| Филадельфия Фридомз | 20-21 6-23 18-16        |                         | 17-21 24-14 20-17 17-19 | 22-14             | 20-22 16-22 | 21-22       | 22-15 19-20 18-21 | 5  | 9 | 35,7 |
| Бостон Лобстерс     | 17-20 13-25 14-25 14-22 | 21-17 14-24 17-20 19-17 |                         | 18-22             | 17-20 19-21 | 25-13 20-19 | 25-18             | 5  | 9 | 35,7 |

#### Западная конференция
| Команда             | ОЭ                | КД                      | СДА                     | СЛ                | ВК                | ФФ                | БЛ          | В  | П  | %    |
| ------------------- | ----------------- | ----------------------- | ----------------------- | ----------------- | ----------------- | ----------------- | ----------- | -- | -- | ---- |
| Остин Эйсез         |                   | 20-19 22-16 20-18       | 24-17 25-8 25-13        | 19-18 23-16 21-15 | 22-17 14-22 19-16 | 14-22             | 22-18       | 12 | 2  | 85,7 |
| Калифорния Дрим     | 19-20 16-22 18-20 |                         | 19-24 25-14 20-19 20-15 | 22-18 22-19       | 17-19             | 22-20 22-16       | 20-17 21-19 | 9  | 5  | 64,3 |
| Сан-Диего Авиэйторс | 17-24 8-25 13-25  | 24-19 14-25 19-20 15-20 |                         | 19-22 25-17 22-16 | 22-18             | 22-21             | 13-25 19-20 | 5  | 9  | 35,7 |
| Спрингфилд Лейзерс  | 18-19 16-23 15-21 | 18-22 19-22             | 22-19 17-25 16-22       |                   | 16-21 16-24       | 15-22 20-19 21-18 | 18-25       | 3  | 11 | 21,4 |

### Финалы конференций
Финалы конференций прошли 30 июля на домашних кортах лидеров конференций — в Вашингтоне и Остине. Хозяева площадок одержали победы, не уступив ни одного сета.
| Команда               | ЖО                    | МО                    | ЖП                    | МП                    | СП                    | ОТ                    | Общий счёт            |
| Восточная конференция | Восточная конференция | Восточная конференция | Восточная конференция | Восточная конференция | Восточная конференция | Восточная конференция | Восточная конференция |
| --------------------- | --------------------- | --------------------- | --------------------- | --------------------- | --------------------- | --------------------- | --------------------- |
| Вашингтон Каслс       | 5                     | 5                     | 5                     | 5                     | 5                     |                       | 25                    |
| Филадельфия Фридомз   | 2                     | 0                     | 4                     | 2                     | 1                     |                       | 9                     |
| Западная конференция  |                       |                       |                       |                       |                       |                       |                       |
| Остин Эйсез           | 5                     | 5                     | 5                     | 5                     | 5                     |                       | 25                    |
| Калифорния Дрим       | 1                     | 4                     | 3                     | 4                     | 2                     |                       | 14                    |

### Финал лиги
Финальный матч прошёл 2 августа на домашнем корте победителя Восточной конференции — «Вашингтон Каслс». Хозяева корта одержали победу с общим счётом 24:18, став первой командой за 40-летнюю историю лиги, выигравшей её пять раз подряд.
| Команда         | ЖО | МО | ЖП | МП | СП | ОТ | Общий счёт |
| --------------- | -- | -- | -- | -- | -- | -- | ---------- |
| Вашингтон Каслс | 3  | 5  | 5  | 5  | 5  | 1  | 24         |
| Остин Эйсез     | 5  | 4  | 4  | 3  | 2  | 0  | 18         |

## Лидеры лиги
| Разряд            | Лидер                   | Команда | Выиграно геймов | Проиграно геймов | Процент побед |
| ----------------- | ----------------------- | ------- | --------------- | ---------------- | ------------- |
| Женский одиночный | Ярмила Гайдошова        | Дрим    | 60              | 46               | 56,6          |
| Мужской одиночный | Теймураз Габашвили      | Эйсез   | 60              | 38               | 61,2          |
| Женский парный    | Анастасия Родионова     | Каслс   | 59              | 38               | 60,8          |
| Мужской парный    | Леандер Паес            | Каслс   | 62              | 36               | 63,3          |
| Смешанный парный  | Анабель Медина Гарригес | Дрим    | 57              | 34               | 62,6          |

- Самый ценный игрок (MVP) сезона среди женщин: Анастасия Родионова («Вашингтон Каслс»)/Анабель Медина Гарригес («Калифорния Дрим»)[5]
- Самый ценный игрок сезона среди мужчин: Теймураз Габашвили («Остин Эйсез»)[5]
- Лучшие новички: Алла Кудрявцева («Остин Эйсез»), Нил Скупски («Калифорния Дрим»)[5]
- Самый ценный игрок финала: Леандер Паес («Вашингтон Каслс»)[3]
- Тренер года: Рик Лич («Остин Эйсез»)[5]